# Daphne nana
Daphne nana är en tibastväxtart som beskrevs av Tagawa. Daphne nana ingår i släktet tibaster, och familjen tibastväxter. Inga underarter finns listade i Catalogue of Life.